# Rahnuma-e-deccan Daily
Rahnuma-e-deccan Daily is een Indiase Urdu-talige krant, uitgegeven in Haiderabad (Telangana). Het is de Urdu-krant met de grootste oplage in het verspreidingsgebied. Het dagblad werd in 1921 opgericht. De huidige hoofdredacteur is Syed Vicaruddin.